# Baderegeln
Baderegeln sind Verhaltensgrundsätze, die Wasserrettungsorganisationen Badenden zu ihrer eigenen Sicherheit und derer Dritter vorgeben.

## Deutschland
In Deutschland werden sie von den beiden größten Wasserrettungsorganisationen, der Wasserwacht des Deutschen Roten Kreuzes und der Deutschen Lebens-Rettungs-Gesellschaft (DLRG) herausgegeben. Zusätzlich haben beide Organisationen noch Eisregeln verfasst, die auf das richtige Verhalten auf Eisflächen hinweisen.

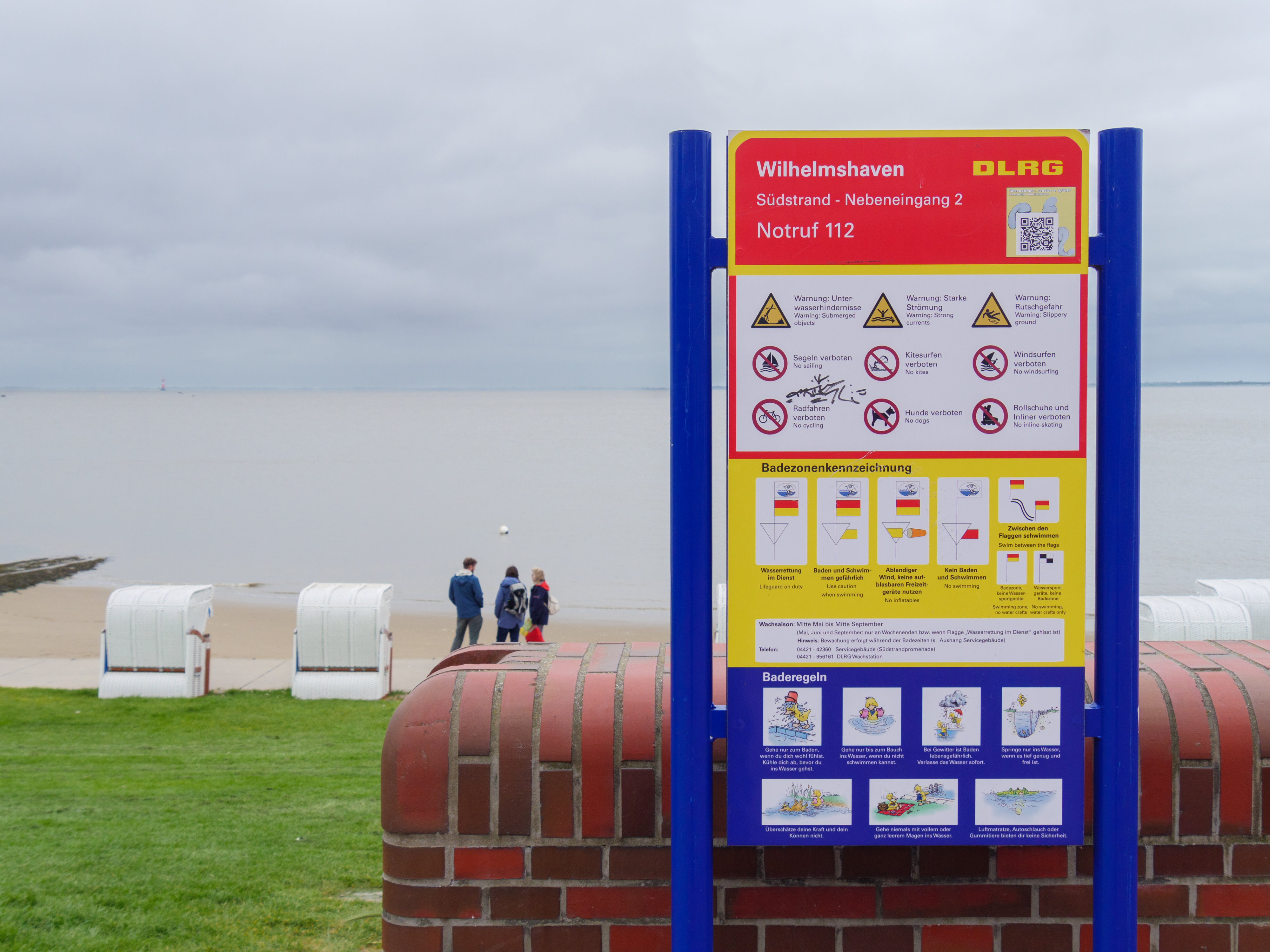
DLRG-Badezonenkennzeichnung und Baderegeln am Südstrand in Wilhelmshaven.

In Deutschland ist die Kenntnis der Baderegeln Voraussetzung für alle Frühschwimmer und Schwimmabzeichen.

### Baderegeln in Deutschland
1. Ich gehe nur baden, wenn ich mich gut fühle.
2. Ich gehe nur baden, wenn mir bei Problemen jemand helfen kann.
3. Wenn ich Probleme im Wasser habe, dann rufe ich laut um Hilfe und winke mit den Armen. Ich helfe Anderen, wenn sie im Wasser Probleme haben. Ich rufe nie „Hilfe“, wenn alles in Ordnung ist.
4. Ich sage Bescheid, wenn ich ins Wasser gehe.
5. Ich gehe weder hungrig noch direkt nach dem Essen ins Wasser.
6. Ich kühle mich ab, bevor ich ins Wasser gehe.
7. Ich gehe nur da baden, wo es erlaubt ist. Ich springe nur da ins Wasser, wo das Wasser tief und frei ist.
8. Ich nehme Rücksicht! Ich renne nicht, schubse nicht und drücke niemanden unter Wasser.
9. Schwimmflügel, Schwimmtiere und Luftmatratzen sind nicht sicher und schützen mich nicht vor dem Ertrinken.
10. Wenn ich draußen bade, gehe ich sofort aus dem Wasser, wenn es blitzt, donnert oder stark regnet. Baden bei Gewitter ist lebensgefährlich.

## Schweiz

### Präventionsregeln
Die 4 × 6 Präventionsregeln der Schweizerischen Lebensrettungs-Gesellschaft SLRG bilden die Grundlage für die Prävention von Wasserunfällen in der Schweiz.
6 Baderegeln
- Kinder nur begleitet ans Wasser lassen – kleine Kinder in Griffnähe beaufsichtigen!
- Nie alkoholisiert oder unter Drogen ins Wasser! Nie mit vollem oder ganz leerem Magen schwimmen.
- Nie überhitzt ins Wasser springen! – Der Körper braucht Anpassungszeit.
- Nicht in trübe oder unbekannte Gewässer springen! – Unbekanntes kann Gefahren bergen.
- Luftmatratzen und Schwimmhilfen gehören nicht ins tiefe Wasser! – Sie bieten keine Sicherheit.
- Lange Strecken nie alleine schwimmen! – Auch der besttrainierte Körper kann eine Schwäche erleiden.

6 Flussregeln
- Schlauchbootfahrer müssen mit einer Rettungsweste ausgerüstet sein!
- Die auf dem Boot angegebene Nutzlast darf nicht überschritten werden.
- Boote nicht zusammenbinden! – Sie sind nicht mehr manövrierfähig.
- Unbekannte Flussabschnitte müssen vor der Fahrt zuerst erkundet werden!
- In freie Gewässer (Flüsse, Weiher und Seen) wagen sich nur gute und geübte Schwimmer.
- Unterkühlung kann zu Muskelkrampf führen. Je kälter das Wasser, umso kürzer der Aufenthalt im Wasser!

6 Eisregeln
- Eisflächen nur betreten, wenn sie von der Behörde freigegeben worden sind.
- Rettungsgeräte (Leitern, Stangen, Ringe, Bälle, Leinen usw.) sind keine Spielzeuge.
- Die Anweisungen der Ordnungsorgane und der Behörden sind strikte einzuhalten.
- Bei Rissbildung, verursacht durch Tauwettereinbruch, sind Massenansammlungen zu vermeiden.
- Selbstrettung bei Eiseinbruch! – Sofort Arme ausbreiten und versuchen in der gleichen Richtung auszusteigen, aus der man gekommen ist.
- Eiseinbruch! – Sofort weitere Helfer alarmieren und sich nur in Bauchlage und mit einem Rettungsgerät dem Eingebrochenen nähern.

6 Freitauchregeln
- Tauche nie allein – überwache deine Tauchkameraden.
- Tauche nur, wenn du dich wohl fühlst – Medikamente und Suchtmittel beeinflussen deinen Körper.
- Tauche nicht mit Schwimmbrille oder Ohrpfropfen – eine falsche Ausrüstung ist gefährlich.
- Atme vor dem Tauchen normal – hyperventilieren ist lebensgefährlich.
- Atme nur an der Wasseroberfläche – vermeide unter Wasser die Aufnahme von fremder Luft.
- Sei nicht waghalsig – gehe keine Risiken ein.

### Wasserbotschaften
Im Rahmen der Präventionskampagne „Das Wasser und Ich“ besucht der Wassertropf „Pico“ Schweizer Kindergärten und vermittelt die folgenden 10 Wasserbotschaften:
- Sonnenschutz: Ich creme mich eine halbe Stunde vorher ein und gehe über Mittag an den Schatten.
- Sagen, wo ich bin: Ich sage meinen Begleitpersonen, wohin ich gehe.
- Essen und Trinken: Auf Essen und Trinken achten.
- Duschen: Vor dem Baden gehe ich aufs WC – Ich dusche vor dem Baden und kühle mich ab.
- Bauchtiefes Wasser: Ich bleibe im bauchtiefen Wasser, bis ich gut schwimmen kann – Beim Schwimmen langer Strecken lasse ich mich begleiten.
- Spielzeug ade: Ich bleibe am Ufer, auch wenn mein liebstes Spielzeug ins Wasser fällt und davon schwimmt.
- Rettungsgeräte: Rettungsgeräte nur im Notfall brauchen – Ich schaue, wo sie sind.
- Hilferuf, wenn nötig: Ich rufe nur im Notfall um Hilfe.
- Schauen, wohin ich springe: Ich springe nur in Gewässer, die ich kenne und wenn ich niemanden gefährde.
- Abtrocknen: Ich verlasse das Wasser, wenn ich friere – Nach dem Baden gut abtrocknen.

## Österreich
Die allgemeinen Baderegeln in Österreich lauten:
- Achte auf die Wassertemperatur!
- Springe nie erhitzt ins Wasser!
- Bade nicht mit vollem Magen!
- Gehe nicht übermüdet ins Wasser!
- Schwimme oder tauche nie im Bereich von Sprunganlagen!
- Unterlasse das Rennen am Beckenrand!
- Verlasse das Wasser sofort, wenn du frierst!
- Stoße nie Andere ins Wasser!
- Verlasse vor Sturm, Gischt oder Gewitter das Wasser!
- Gehe nicht unter Medikamenten-, Alkohol oder Drogeneinfluss ins Wasser!
- Benutze als Nichtschwimmer NIE aufblasbare Schwimmkörper als Schwimmhilfe!
- Springe nie in unbekanntes oder trübes Gewässer!
- Beachte Warnhinweise, Begrenzungen, Bojen und Absperrungen!
- Tauche nicht mit beschädigtem Trommelfell oder Erkältung!
- Meide Wasserpflanzen!
- Meide Wehre und Strudel!
- Bade nie allein!
- Rufe im Notfall rechtzeitig laut um Hilfe!
- Beachte die besonderen Gefahren am und im Meer!
- Bleib weg von Wasserfahrzeugen!
- Spring nicht in einen Kameraden, das kann sein Leben kosten!
- Uriniere weder in Gewässer noch in Bäder aus hygienischen Gründen, benutze eine Toilette!
- Achte auf eine sichere Entfernung von einer Stauanlage, einem Wasserfall, Stromschnelle, einem Wehr: Jeder Sog ist gefährlich!
- Pass beim Rutschen im Erlebnisbad auf, dass du nicht anders als auf der Informationstafel (sollte bei jeder Rutsche ordnungsgemäß stehen) vorgeschrieben rutschst!
- Rutsche nie ohne Rutschreifen in einer Reifenrutsche, dieser Leichtsinn kann zu schweren Verletzungen führen!